# Temporada 2005 de las Grandes Ligas de Béisbol
La Temporada 2005 de las Grandes Ligas de Béisbol comenzó el 3 de abril de 2005 y fue notable por la nueva
política de esteroides de la liga en la raíz del escándalo de BALCO, que hizo cumplir penas más duras que para el uso de
esteroides en las Grandes Ligas. Varios jugadores, entre ellos el veterano Rafael Palmeiro, fueron suspendidos en virtud de la nueva política. Además, todos
los equipos de la división Este de la Nacional tenía al menos 81 victorias (al menos la mitad de los 162 juegos jugados). También fue notable por ser la
primera temporada con un equipo de béisbol en Washington D. C. durante más de 4 décadas, con los Nacionales de Washington después de haber pasado de Montreal.
La temporada terminó cuando Chicago White Sox vencieron a Houston Astros en una barrida de cuatro juegos en la
Serie Mundial, ganando su primer campeonato desde 1917.

## Temporada Regular
Liga Americana

| División Este        | División Este | División Este | División Este | División Este | División Este | División Este |
| Equipo               | V             | D             | CTE           | JD            | LOCAL         | VISITA        |
| -------------------- | ------------- | ------------- | ------------- | ------------- | ------------- | ------------- |
| New York Yankees (3) | 95            | 67            | 0.586         | —             | 53–28         | 42–39         |
| Boston Red Sox (4)   | 95            | 67            | 0.586         | —             | 54–27         | 41–40         |
| Toronto Blue Jays    | 80            | 82            | 0.494         | 15            | 43–38         | 37–44         |
| Baltimore Orioles    | 74            | 88            | 0.457         | 21            | 36–45         | 38–43         |
| Tampa Bay Rays       | 67            | 95            | 0.414         | 28            | 40–41         | 27–54         |

| División Central      | División Central | División Central | División Central | División Central | División Central | División Central |
| Equipo                | V                | D                | CTE              | JD               | LOCAL            | VISITA           |
| --------------------- | ---------------- | ---------------- | ---------------- | ---------------- | ---------------- | ---------------- |
| Chicago White Sox (1) | 99               | 63               | 0.611            | —                | 47–34            | 52–29            |
| Cleveland Indians     | 93               | 69               | 0.574            | 6                | 43–38            | 50–31            |
| Minnesota Twins       | 83               | 79               | 0.512            | 16               | 45–36            | 38–43            |
| Detroit Tigers        | 71               | 91               | 0.438            | 28               | 39–42            | 32–49            |
| Kansas City Royals    | 56               | 106              | 0.346            | 43               | 34–47            | 22–59            |

| División Oeste     | División Oeste | División Oeste | División Oeste | División Oeste | División Oeste | División Oeste |
| Equipo             | V              | D              | CTE            | JD             | LOCAL          | VISITA         |
| ------------------ | -------------- | -------------- | -------------- | -------------- | -------------- | -------------- |
| Anaheim Angels (2) | 95             | 67             | 0.586          | —              | 49–32          | 46–35          |
| Oakland Athletics  | 88             | 74             | 0.543          | 7              | 45–36          | 43–38          |
| Texas Rangers      | 79             | 83             | 0.488          | 16             | 44–37          | 35–46          |
| Seattle Mariners   | 69             | 93             | 0.426          | 26             | 39–42          | 30–51          |

Liga Nacional  
| División Este         | División Este | División Este | División Este | División Este | División Este | División Este |
| Equipo                | V             | D             | CTE           | JD            | LOCAL         | VISITA        |
| --------------------- | ------------- | ------------- | ------------- | ------------- | ------------- | ------------- |
| Atlanta Braves (2)    | 90            | 72            | 0.556         | —             | 53–28         | 37–44         |
| Philadelphia Phillies | 88            | 74            | 0.543         | 2             | 46–35         | 42–39         |
| Florida Marlins       | 83            | 79            | 0.512         | 7             | 45–36         | 38–43         |
| New York Mets         | 83            | 79            | 0.512         | 7             | 48–33         | 35–46         |
| Washington Nationals  | 81            | 81            | 0.500         | 9             | 41–40         | 40–4          |

| División Central        | División Central | División Central | División Central | División Central | División Central | División Central |
| Equipo                  | V                | D                | CTE              | JD               | LOCAL            | VISITA           |
| ----------------------- | ---------------- | ---------------- | ---------------- | ---------------- | ---------------- | ---------------- |
| St. Louis Cardinals (1) | 100              | 62               | 0.617            | —                | 50–31            | 50–31            |
| Houston Astros (4)      | 89               | 73               | 0.549            | 11               | 53–28            | 36–45            |
| Milwaukee Brewers       | 81               | 81               | 0.500            | 19               | 46–35            | 35–46            |
| Chicago Cubs            | 79               | 83               | 0.488            | 21               | 38–43            | 41–40            |
| Cincinnati Reds         | 73               | 89               | 0.451            | 27               | 42–39            | 31–50            |
| Pittsburgh Pirates      | 67               | 95               | 0.414            | 33               | 34–47            | 33–48            |

| División Oeste       | División Oeste | División Oeste | División Oeste | División Oeste | División Oeste | División Oeste |
| Equipo               | V              | D              | CTE            | JD             | LOCAL          | VISITA         |
| -------------------- | -------------- | -------------- | -------------- | -------------- | -------------- | -------------- |
| San Diego Padres (3) | 82             | 80             | 0.506          | —              | 46–35          | 36–45          |
| Arizona Diamondbacks | 77             | 85             | 0.475          | 5              | 36–45          | 41–40          |
| San Francisco Giants | 75             | 87             | 0.463          | 7              | 37–44          | 38–43          |
| Los Angeles Dodgers  | 71             | 91             | 0.438          | 11             | 40–41          | 31–50          |
| Colorado Rockies     | 67             | 95             | 0.414          | 15             | 40–41          | 27–54          |

## Postemporada
|  | Serie Divisional | Serie Divisional    | Serie Divisional |   |                | Campeonato de la Liga | Campeonato de la Liga | Campeonato de la Liga |  |  | Serie Mundial | Serie Mundial     | Serie Mundial |
|  |                  |                     |                  |   |                |                       |                       |                       |  |  |               |                   |               |
|  | 1                | Chicago White Sox   | 3                |   |                |                       |                       |                       |  |  |               |                   |               |
|  | 4                | Boston Red Sox      | 0                |   |                |                       |                       |                       |  |  |               |                   |               |
|  | 4                | Boston Red Sox      | 0                |   | 1              | Chicago White Sox     | 4                     |                       |  |  |               |                   |               |
|  | Liga Americana   |                     |                  |   | 1              | Chicago White Sox     | 4                     |                       |  |  |               |                   |               |
|  |                  | 2                   | Anaheim Angels   | 1 |                |                       |                       |                       |  |  |               |                   |               |
|  | 2                | 2                   | Anaheim Angels   | 1 | Anaheim Angels | 3                     |                       |                       |  |  |               |                   |               |
|  | 2                |                     |                  |   | Anaheim Angels | 3                     |                       |                       |  |  |               |                   |               |
|  | 3                | New York Yankees    | 2                |   |                |                       |                       |                       |  |  |               |                   |               |
|  |                  |                     |                  |   |                |                       |                       |                       |  |  | AL1           | Chicago White Sox | 4             |
|  |                  | NL4                 | Houston Astros   | 0 |                |                       |                       |                       |  |  |               |                   |               |
|  | 1                | St. Louis Cardinals | 3                |   |                |                       |                       |                       |  |  |               |                   |               |
|  | 3                | San Diego Padres    | 0                |   |                |                       |                       |                       |  |  |               |                   |               |
|  | 3                | San Diego Padres    | 0                |   | 1              | St. Louis Cardinals   | 2                     |                       |  |  |               |                   |               |
|  | Liga Nacional    |                     |                  |   | 1              | St. Louis Cardinals   | 2                     |                       |  |  |               |                   |               |
|  |                  | 4                   | Houston Astros   | 4 |                |                       |                       |                       |  |  |               |                   |               |
|  | 2                | 4                   | Houston Astros   | 4 | Atlanta Braves | 1                     |                       |                       |  |  |               |                   |               |
|  | 2                |                     |                  |   | Atlanta Braves | 1                     |                       |                       |  |  |               |                   |               |
|  | 4                | Houston Astros      | 3                |   |                |                       |                       |                       |  |  |               |                   |               |

|                                         |
| Campeón Chicago White Sox Tercer Título |

## Líderes de la liga

### Liga Americana
Líderes de Bateo 
| Categoría           | Jugador        | Equipo | Marca |
| ------------------- | -------------- | ------ | ----- |
| Porcentaje de bateo | Michael Young  | TEX    | .331  |
| Cuadrangulares      | Álex Rodríguez | NYY    | 48    |
| Carreras Impulsadas | David Ortiz    | BOS    | 150   |
| Carreras Anotadas   | Álex Rodríguez | NYY    | 124   |
| Hits                | Michael Young  | TEX    | 221   |
| Robo de Bases       | Chone Figgins  | LAA    | 62    |

Líderes de Pitcheo 
| Categoría         | Jugador                         | Equipo  | Marca |
| ----------------- | ------------------------------- | ------- | ----- |
| Victorias         | Bartolo Colon                   | LAA     | 21    |
| Derrotas          | Zack Greinke                    | KCR     | 17    |
| ERA               | Kevin Millwood                  | CLE     | 2.86  |
| Ponches           | Johan Santana                   | MIN     | 238   |
| Entradas Lanzadas | Mark Buehrle                    | CHW     | 236.2 |
| Juegos salvados   | Bob Wickman Francisco Rodríguez | NYY LAA | 45    |

### Liga Nacional
Líderes de Bateo 
| Categoría           | Jugador       | Equipo | Marca |
| ------------------- | ------------- | ------ | ----- |
| Porcentaje de bateo | Derrek Lee    | CHC    | .335  |
| Cuadrangulares      | Andruw Jones  | ATL    | 51    |
| Carreras Impulsadas | Andruw Jones  | ATL    | 128   |
| Carreras Anotadas   | Albert Pujols | STL    | 129   |
| Hits                | Derrek Lee    | CHC    | 199   |
| Robo de Bases       | José Reyes    | NYM    | 60    |

Líderes de Pitcheo 
| Categoría         | Jugador          | Equipo | Marca |
| ----------------- | ---------------- | ------ | ----- |
| Victorias         | Dontrelle Willis | FLA    | 22    |
| Derrotas          | Kip Wells        | PIT    | 18    |
| ERA               | Roger Clemens    | HOU    | 1.87  |
| Ponches           | Jake Peavey      | SDP    | 216   |
| Entradas Lanzadas | Livan Hernández  | WSN    | 246.1 |
| Juegos salvados   | Chad Cordero     | WSN    | 47    |

## Premios
- MVP
  -  Alex Rodríguez (New York Yankees)
  -  Albert Pujols (St. Louis Cardinals)
- Cy Young
  -  Bartolo Colón (Anaheim Angels)
  -  Chris Carpenter (St. Louis Cardinals)
- Novato del año
  -  Ryan Howard (Philadelphia Phillies)
  -  Huston Street (Oakland Athletics)
- MVP All-Star Game
  -  Miguel Tejada (Baltimore Orioles)